# ОШ „Радмила Шишковић” Смедеревска Паланка
Основна школа „Херој Радмила Шишковић“ у Смедеревској Паланци се налази у улици Змај Јовиној 27.

## Историја
Основана је 1. септембра 1954. и настава се у почетку одвијала у згради Паланачке гимназије. Школа је пресељена 21. фебруара 1963. у зграду где се и данас налази. Има двориште површине око једног хектара. Традиционално су ученицима доступне културне установе овог града са којима школа има развијену сарадњу, попут градске библиотеке, позоришта итд., а школа сарађује и са другим школама у Смедеревској Паланци. Истиче се сарадња са локалном ТВ Јасеницом, радијским програмом и два градска листа („Паланачке новине“ и „Нова Јасеница“), с обзиром на број активности ђака и наставника у њима. Настава је организована тако да се рад одвија у две смене: са старијим ученицима (од петог до осмог разреда) преподне, а са млађим поподне. Према писању сајта школе, ученици су постизали запажене резултате на такмичењима из свих предмета, а посебно математике. У прилог томе говори и податак да су на кpajy школске 2006/2007. године ученици осмог разреда на квапификационом испиту постигли најбољи успех у Подунавско-Браничевском округу, а школа је била међу првих педесет у Србији. Запажени су и резултати ученице ове школе у изради цртаних филмова и цртању, као и екипе школе у женском рукомету и женској кошарци. Од 1995. до 1999. школа је реализовала пројекат под називом „Здрава школа“, са циљем унапређења здравља ученика и неговања здравих стилова живљења. У школи се и по завршетку пројекта негују њиме постављени стандарди. Школа је била и организатор трибине под називом „Образовање за све“ у марту 2011. са Савезом учитеља и другим организацијама, а уз подршку Министарства просвете РС. Ђаци школе уређују школски часопис под називом „Глас младих“.